# Trovro (Rogotin)
Trovro je brijeg u Neretvanskoj dolini. Nalazi se u delti rijeke, kod Rogotina, na riječnom otoku koji tvori delta. Najviši vrh Veliki Trovro, na 114 mnv. 
Sjeverno od brda je jezero Vlaška i Crna rika. Prema jugozapadu je jezero Parila (zaštićeni rezervat) i ušće Neretve. Neretva je na jugoistoku. Kroz obližnji Rogotin prolazi pruga Metković — Ploče. 
Dana 21. prosinca 2000. godine na vrhu Trovra postavljen je 7,5 metarski prokromski križ, a oko njega su sagrađene vjetroorgulje.
Do Trovra je probijen makadamski put dug 900 metara, uz koji su postavljene postaje križnog puta. U uskrsno vrijeme ovdje se održavaju noćne i dnevne procesije.